# لیلی (عربستان)
لیلی (به عربی: لیلی) یک منطقهٔ مسکونی در عربستان سعودی است که در استان ریاض واقع شده‌است. لیلی ۷۶٬۰۰۰ نفر جمعیت دارد.